# Beckedorf (Seevetal)
Beckedorf ist ein Ort in der Gemeinde Seevetal im Landkreis Harburg in Niedersachsen, ungefähr 30 Kilometer südlich von Hamburg gelegen. Beckedorf hatte am 30. November 2022 386 Einwohner.

## Geschichte
Der Ursprung des heutigen Beckedorf liegt in einem einzelnen Gehöft namens Hof Weide, das bereits 842 vom Billunger Grafen Amelung an das Reichskloster Corvey übergeben wurde. Das Kloster baute den Hof zu einem Herren- und Meierhof aus, einem landwirtschaftlichen Großbetrieb, der einen bedeutenden Einflussbereich hatte. Umgeben von Wasserläufen entstand der Ort Beckedorf als Talrandreihensiedlung. Der Ortsname geht auf die Lage am Bach (an der Beke) zurück. Neben Beckedorf und Weide gehört auch das südöstliche gelegene Wittenberg zum Ortsteil. 1571 zählte Beckedorp sieben, Wittenberg zwei und Weide einen Haushalt. Beckedorf hatte keinen kulturellen Mittelpunkt wie Kirche oder Schule und gehörte kirchlich zu Sinstorf. Im 20. Jahrhundert erlebte Beckedorf Veränderungen, darunter die Einrichtung eines Kalksandsteinwerks und Erdölbohrungen. Trotzdem konnte der Ort sein dörfliches Flair bewahren. Seit dem 1. Juli 1972 gehört der Ort zur Gemeinde Seevetal.

## Wirtschaft und Infrastruktur
Der Ort liegt direkt an der Bundesautobahn 7, die nordöstlich verläuft. In Beckedorf befindet sich der GewerbePark Seevetal-Beckedorf.